# Эйхгорст, Герман
Герман Людвиг Эйхгорст (нем. Hermann Ludwig Eichhorst; 3 марта 1849, Кёнигсберг — 26 июля 1921, Цюрих) — немецкий врач-терапевт.

## Биография
Герман Эйхгорст — сын чиновника Иоганна Фридриха Вильгельма Эйхгорста (1814—1873). Учился в Кёнигсбергском университете у Эрнста Лейдена и Бернгарда Наунина, работал ассистентом у Фридриха Теодора фон Фрерикса в Берлине, где в 1873 году защитил докторскую диссертацию.
В 1876 году получил должность профессора дерматологии и педиатрии в Йенском университете и спустя год перешёл на работу в медицинскую поликлинику Гёттингенского университета. В 1884 году был назначен профессором терапии Цюрихского университета и директором медицинской клиники в Цюрихе. В 1890 году был принят в члены Леопольдины.

## Труды
- Handbuch der speziellen Pathologie und Therapie; 1883
- Lehrbuch der praktischen Medizin innerer Krankheiten; 1899